# Послання (оповідання)
«Послання» (англ. The Message) — науково-фантастичне оповідання американського письменника Айзека Азімова, вперше надруковано у лютому 1955 журналом «The Magazine of Fantasy & Science Fiction». Увійшло до збірки «На Землі достатньо місця» (Earth Is Room Enough) (1957). Оповідання надає свою версію появи виразу «Тут був Кілрой».

## Сюжет
Георг Кілрой — історик із 30 століття, ненадовго мандрує у час Другої світової війни, щоб дослідити життя солдатів. Він прибуває у Північну Африку, коли на берег Орану десантуються солдати союзників, і перед поверненням залишає свій малюнок на стіні.